# Varell (Adelsgeschlecht)

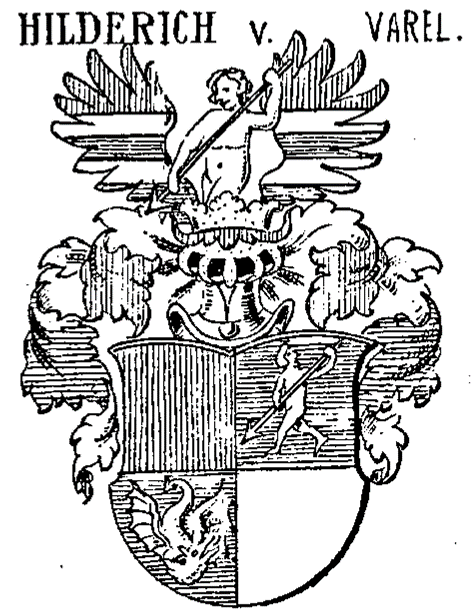
Wappen der Hilderich von Varel in Siebmachers Wappenbuch

Varell (auch: Varel oder Hilderich von Varel) ist der Name eines 1765 im Mannesstamm erloschenen fränkischen Rittergeschlechtes.

## Geschichte
Markgraf Christian trat die Nachfolge des mit seinem Vorgänger Markgraf Georg Friedrich erloschenen Zweiges der fränkischen Hohenzollern im Fürstentum Bayreuth an. Er bestimmte Friedrich Hilderich von Varell zum Kanzler des Fürstentums. Friedrich Hilderich von Varell (* 1566; † 30. Mai 1616) wurde 1599 in den erblichen Adelsstand erhoben. Sein Vater war Edo Hilderich und die Familie stammte aus der Region der lutherischen friesischen Stadt Jever, bzw. Varel. Edo Hilderich, der sich auch Edo Hildericus von Varel nannte, behauptete von dem Jeverschen Häuptlingsgeschlecht abzustammen. Edo Hilderich oder Edo Hillrichs war seit 1581 Professor der Theologie und Hebräischen Sprache an der Universität Altdorf. Nach ihm wurde in Bayreuth der Varellweg benannt.
Friedrich Hilderich von Varell erhielt vom Markgrafen heimgefallene Lehen als Schenkungen u. a. in Sankt Johannis, Colmdorf, Mistelgau und Bühl. Er erwarb Untersteinach und Maierhofen von den Guttenbergern, Burghaig und Grünwöhr (in Kulmbach) von den Waldenfelsern und Kleinziegenfeld von den Grafen von Lynar. Durch Verheiratungen mit den Familien von Feilitzsch und Wallenrode festigte er weiter seine Position. Die nun ritterschaftliche Familie war im Ritterkanton Gebürg organisiert.

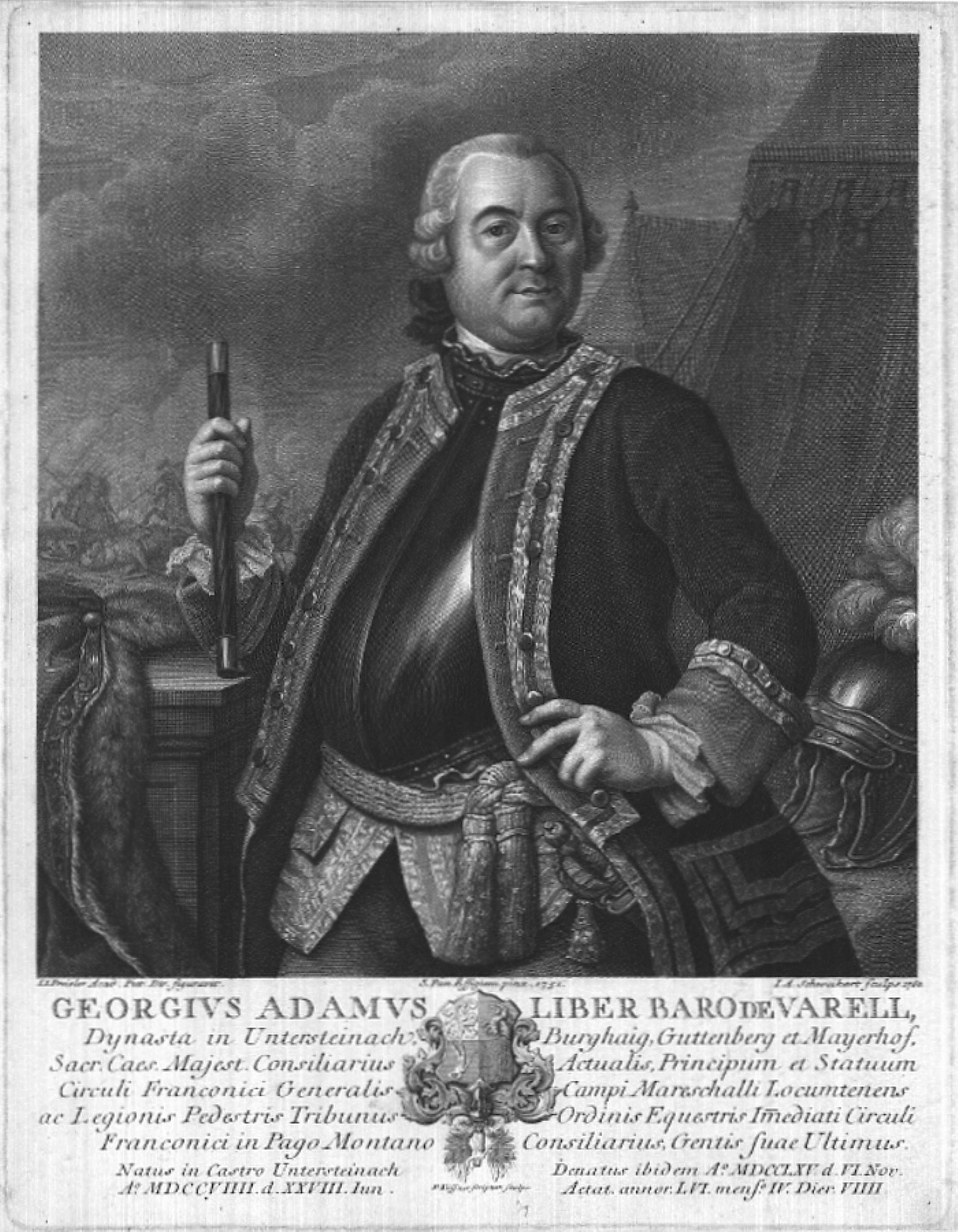
Georg Adam von Varell von Johann Adam Schweickart

Letzter männlicher Namensträger war Georg Adam von Varell (* 28. Juni 1709 in Untersteinach; † 6. November 1765 in Untersteinach) der in seiner militärischen Karriere an verschiedenen Kriegen teilnahm und bis zum General-Feldmarschall-Leutnant befördert wurde. Er befehligte u. a. von 1752 bis 1757 ein Infanterieregiment, das im Siebenjährigen Krieg an der Schlacht bei Roßbach teilnahm. Er war verheiratet mit Anna, einer geborenen Heußlein von Eußenheim. Das Schloss Untersteinach fiel nach seinem Tod an die Familie Guttenberg zurück und hatte verschiedene Nutzungen, darunter war es ab 1869 Sitz der Schlossbrauerei. In baufälligem Zustand wurde es 1982 abgerissen.

## Wappen
Blasonierung: Geviert von Rot, Blau, Blau und Silber. Felder 1 und 4 leer; Feld 2 ein rechtsgekehrter widersehender nackter Mann, mit beiden Händen eine Lanze schräg vor sich haltend; Feld 3 ein stürzender Drache, Kopf unten, nach oben gekehrt. Auf dem gekrönten Helm mit rot-blau-silbernen Helmdecken der Mann aus Feld 2, wachsend, gerade aussehend zwischen einem offenen Flug, dessen Flügeln unter rotem Haupt dreimal silbern-blau geteilt sind.